# Horizontal
Horizontal (рус. Горизонтальный) — четвёртый студийный альбом британской группы Bee Gees, второй международный. Вышел в начале 1968 года, включает два главных хита «Massachusetts» и «World», позже изданные в виде отдельных синглов.

## Об альбоме
Запись диска проходила во второй половине 1967 года в нескольких студиях Лондона, преимущественно в IBC Studios. Продюсером традиционно выступил Роберт Стигвуд, сведение осуществил Джон Пэнтри. Группа продолжила сотрудничество со старыми лейблами, выпустив британский вариант пластинки через Polydor Records и американский при участии Atco Records.
В 2007 году звукозаписывающая компания Reprise Records перевыпустила Horizontal в виде двойного CD-альбома с некоторыми черновыми записями, не вошедшими в оригинальное издание.

## Списки композиций
Слова и музыка всех песен — Барри, Робин и Морис Гибб.
| №  | Название                  | Основной вокал     | Длительность |
| -- | ------------------------- | ------------------ | ------------ |
| 1. | «World»                   | Барри и Робин Гибб | 3:12         |
| 2. | «And the Sun Will Shine»  | Робин Гибб         | 3:34         |
| 3. | «Lemons Never Forget»     | Барри Гибб         | 3:00         |
| 4. | «Really and Sincerely»    | Робин Гибб         | 3:27         |
| 5. | «Birdie Told Me»          | Барри Гибб         | 2:23         |
| 6. | «With the Sun in My Eyes» | Барри Гибб         | 2:37         |

| №                   | Название                      | Основной вокал                  | Длительность |
| ------------------- | ----------------------------- | ------------------------------- | ------------ |
| 1.                  | «Massachusetts»               | Робин Гибб (Барри и Морис Гибб) | 2:22         |
| 2.                  | «Harry Braff»                 | Робин Гибб (Барри и Морис Гибб) | 3:16         |
| 3.                  | «Daytime Girl»                | Робин и Морис Гибб              | 2:33         |
| 4.                  | «The Earnest of Being George» | Барри Гибб                      | 2:43         |
| 5.                  | «The Change Is Made»          | Барри Гибб                      | 2:35         |
| 6.                  | «Horizontal»                  | Барри и Робин Гибб              | 3:32         |
| Общая длительность: | Общая длительность:           | Общая длительность:             | 35:14        |

| №                   | Название                                      | Основной вокал            | Длительность |
| ------------------- | --------------------------------------------- | ------------------------- | ------------ |
| 1.                  | «Out of Line»                                 | Барри и Робин Гибб        | 3:02         |
| 2.                  | «Ring My Bell»                                | Барри и Робин Гибб        | 2:17         |
| 3.                  | «Barker of the UFO»                           | Барри Гибб                | 1:53         |
| 4.                  | «Words»                                       | Барри Гибб                | 3:20         |
| 5.                  | «Sir Geoffrey Saved the World»                | Робин и Барри Гибб        | 2:18         |
| 6.                  | «Sinking Ships»                               | Барри, Робин и Морис Гибб | 2:23         |
| 7.                  | «Really and Sincerely» (Alternate Version)    | Робин Гибб                | 3:32         |
| 8.                  | «Swan Song» (Alternate Version)               | Барри Гибб                | 3:06         |
| 9.                  | «Mrs. Gillespie’s Refrigerator»               | Барри и Робин Гибб        | 2:17         |
| 10.                 | «Deeply, Deeply Me»                           | Робин Гибб                | 3:10         |
| 11.                 | «All My Christmases Come at Once»             | Робин и Барри Гибб        | 3:02         |
| 12.                 | «Thank You for Christmas»                     | Робин Гибб                | 1:54         |
| 13.                 | «Silent Night» «Hark! The Herald Angels Sing» | Робин и Барри Гибб        | 2:44         |
| Общая длительность: | Общая длительность:                           | Общая длительность:       | 34:58        |

## Участники записи
Приведены по сведениям базы данных Discogs.

| Bee Gees: - Барри Гибб — ведущий, гармонический и бэк-вокалы, гитара - Робин Гибб — ведущий, гармонический и бэк-вокалы, орга́н - Морис Гибб — бас-гитара, фортепиано, орган, меллотрон, гитара, бэк-вокал - Винс Мелоуни — гитара - Колин Питерсен — ударные Приглашённые музыканты: - Билл Шеперд — оркестровая аранжировка Технический персонал: Оригинальное издание - Роберт Стигвуд — музыкальный продюсер - Джон Пэнтри — звукорежиссёр - Роб Гренелл — нарезка лакового слоя - Paragon Publicity — дизайн Технический персонал: Переиздание 2006 года - Майк Клейдон — звукорежиссёр | Технический персонал: Переиздание 2006 года - Дэймон Лайон-Шоу — звукорежиссёр - Стив Стэнли — арт-директор, дизайн - Билл Инглот — цифровой ремастеринг - Дэн Херш — цифровой ремастеринг - Алессандра Куаранта — подбор фото-артефактов - Стивен П. Горман — подбор фото-артефактов - Шерил Фарбер — редакционный надзор - Эндрю Сандовал — автор текста для буклета - Андреа Крэйг — менеджер проекта - Джинджер Деттман — менеджер проекта - Грегг Голдман — менеджер проекта - Джимми Эдвардс — менеджер проекта - Джон Робертс — менеджер проекта - Сол Дэвис — менеджер проекта - Стив Вулард — менеджер проекта - Ванесса Аткинс — менеджер проекта |

## Позиции в хит-парадах
| Год       | Хит-парад                           | Высшая позиция | Пребывание в чарте |
| --------- | ----------------------------------- | -------------- | ------------------ |
| 1968—1969 | Австралия (Kent Music Report)       | 8              | нет данных         |
| 1968—1969 | Великобритания (UK Albums Chart)    | 16             | 15 недель          |
| 1968—1969 | Норвегия (VG-lista)                 | 7              | 9 недель           |
| 1968—1969 | США (Billboard Top LPs)             | 12             | 22 недели          |
| 1968—1969 | Финляндия (Suomen virallinen lista) | 2              | 17 недель          |
| 1968—1969 | Франция (SNEP)                      | 2              | 46 недель          |
| 1968—1969 | ФРГ (Offizielle Top 100)            | 1              | 7 недель           |

| Хит-парад (1968)               | Позиция |
| ------------------------------ | ------- |
| Италия (FIMI)                  | 5       |
| Норвегия (VG-lista)            | 14      |
| ФРГ (Jahrescharts Deutschland) | 3       |